# Syndrome de Diogène
Pour les articles homonymes, voir Diogène.
 Mise en garde médicale
Le syndrome de Diogène est un syndrome décrit par la gériatre américaine Allison N. Clark en 1975 pour caractériser un trouble du comportement conduisant à des conditions de vie négligées, voire insalubres. Ce syndrome comprend, sans s’y limiter, une forme extrême d'accumulation compulsive ou de syllogomanie.

## Référence historique

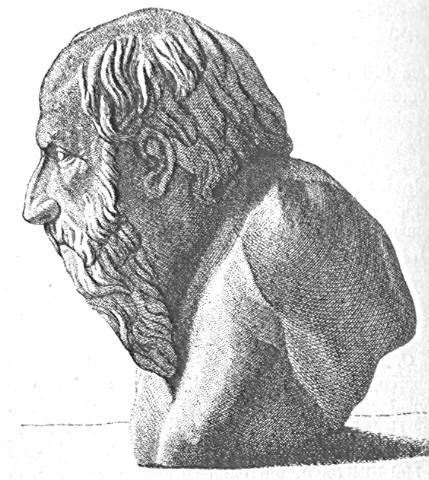
Diogène de Sinope.

Le nom « Syndrome de Diogène », adopté en 1975, fait référence à Diogène de Sinope, philosophe grec du IVe siècle av. J.-C. et figure clé du cynisme ainsi que disciple d'Antisthène. Il vivait dehors, dans le dénuement, vêtu d'un simple manteau, muni d'un bâton, d'une besace et d'une écuelle. Dénonçant l'artifice des conventions sociales, il préconisait en effet une vie simple, plus proche de la nature, et se contentait d'une grande jarre couchée sur le flanc — en grec pithos — pour dormir. À l'inverse, donc, de l'accumulation, ce qui rend le syndrome bien mal nommé.
Diogène est surtout connu pour la vie qu'il menait en dehors de toute convention sociale, même si son but réel était de vivre hors de la culture et de la civilisation grecque, en se pliant par exemple à certaines restrictions susceptibles de lui apporter une plus grande indépendance vis-à-vis des biens matériels, une plus grande liberté morale. Les motivations de sa vie hors normes disparaissent aux yeux de la société, parfois choquée par son habitation dans une jarre renversée ou sa pratique de la masturbation en place publique.

## Caractéristiques
Le syndrome associe entre autres :
- une négligence parfois extrême de l'hygiène corporelle et domestique[3],[4],[5],[6] ;
- une accumulation d'objets hétéroclites, nommée également syllogomanie[7],[8] ;
- un déni de son état, associé en conséquence à une absence de toute honte ;
- un isolement social selon les critères habituellement admis dans sa culture ;
- un refus d'aide concernant cet état, celle-ci étant vécue comme intrusive ;
- une personnalité prémorbide : soupçonneuse, astucieuse, distante, tendant à déformer la réalité (là encore selon les critères culturels en cours).

La première étude de ce modèle de conduite date de 1966.

## Historique
En 1966, deux psychiatres anglais, Duncan MacMillan et Patricia Shaw, publient une étude sur 72 personnes âgées vivant dans des conditions d’hygiène personnelle et domestique inquiétantes. Ils avaient constaté chez ces patients un effondrement de leur norme de propreté personnelle et d'environnement et avaient appelé ce tableau « syndrome de décompensation sénile ».

## Symptômes
La personne présentant ce syndrome choisit un isolement social aussi grand qu'il lui est possible ; elle en arrive à vivre presque recluse chez elle, n'ayant dès lors plus autant de raisons d'entretenir son logement et se désintéressant en même temps, à un degré plus ou moins grand, de son hygiène personnelle. Paul Léautaud et Howard Hughes, dans les dernières années de leur vie, en constituent l'un et l'autre une illustration. Ce syndrome a plutôt tendance à apparaître chez les personnes âgées de 70 à 80 ans. C’est à cette période qu’on perçoit les symptômes mais la pathologie se déclenche bien plus tôt dans la vie du sujet. Néanmoins, le quotidien bien rempli empêche l’expression totale du syndrome et il est difficile de le déceler à ce moment-là. Il est possible qu’une personne plus jeune développe le syndrome.
Se pensant à tort ou à raison en risque de pauvreté extrême, ce qui lui est suggéré par la vie peu gratifiante où elle s'installe, elle essaie d'économiser le plus possible pour parer l'avenir, et accumule parfois des sommes importantes sans avoir réellement conscience de leur valeur. Accumuler aussi chez elle de grandes quantités de déchets ou du moins d'objets sans utilité immédiate l'amène à vivre dans des situations insalubres : d'abord simple encombrement, puis impossibilité d'entretenir ou même de faire entretenir son logement en raison même de cet encombrement devenu obstacle.

## Patients
Un tel comportement est souvent trouvé chez des personnes d'âge avancé bien qu’il semble manifestement toucher des personnes de tout âge, adolescents compris, une corrélation de souffrance de solitude après la mort d'un conjoint ou d'un parent très proche,, d’un manque affectif ou d’un traumatisme. Ce comportement peut être encouragé par une fragilité financière perçue, réelle ou non. La solitude, voulue, ou l'isolement, subi, semble être le facteur de déclenchement principal.
Les traits de personnalité observés fréquemment chez les patients diagnostiqués avec le syndrome de Diogène sont l'agressivité, l'entêtement, la méfiance à l'égard des autres, les sautes d'humeur imprévisibles, l'instabilité émotionnelle et une perception déformée de la réalité. Le syndrome de Diogène est lié plus généralement à des troubles mentaux. La relation directe entre la personnalité des patients et le syndrome n'est pas claire, bien que les similitudes de caractère suggèrent des pistes d'investigation potentielles.

## Étiopathogénie
La prévalence de troubles psychiatriques est comprise entre 30 % et 80 % chez les personnes souffrant du syndrome de Diogène selon différentes études, mais presque de 100 % chez les sujets jeunes. Les troubles mentionnés sont les psychoses, la démence, les troubles obsessionnels compulsifs (TOC), les troubles de l’humeur et l’alcoolisme. On estime que 4 à 6 % de la population française est touchée par le syndrome de Diogène ou une variante s'en approchant.

## Traitement
Le traitement doit commencer par la détection des cas de risque, puis l'admission dans un hôpital spécialisé ou une unité de gériatrie si le patient est âgé, avec étude des troubles médicaux. On prend ensuite des mesures adaptées de protection sociale pour éviter la rechute du patient dans ses conditions de vie antérieure. Dans quelques cas, il convient de traiter aussi une éventuelle pathologie psychiatrique associée (dépression, délire chronique).
S'il n'est pas possible d'assurer la vie en commun ou de placer le patient dans une institution sociale, il faut lui assurer un suivi régulier, des visites à domicile et un travail coordonné de services sanitaires (médecin, infirmière, infirmier, ergothérapeute, etc.) et sociaux (travailleur social) ou d’une association spécialisée.

## Présence dans les arts
On trouve diverses références au syndrome de Diogène dans l'art, principalement en littérature. Parmi elles :
- dans le roman les Âmes mortes de l'auteur russe Nicolas Gogol, on croise le personnage de Pliouchkine. Le vieil homme, veuf, est un aristocrate qui parcourt son village pour emporter chez lui tout ce qui lui tombe sous la main : chaussures usées, bouteilles cassées, clous, ferraille, papiers... Dans sa maison, les choses s'entassent et pourrissent.
- dans la nouvelle Gobseck de Balzac, la description de la demeure du personnage éponyme à sa mort a tout de celle d'un Diogène.
- dans la bande-dessinée le Combat ordinaire, de Manu Larcenet, le personnage de Marco est amené à photographier l'intérieur de la maison d'un Diogène retrouvé mort.
- dans le roman Madame Diogène, d'Aurélien Delsaux, on suit la journée d'une vieille femme atteinte par le syndrome de Diogène, son errance intérieure, son regard sur la rue, ses voisins qui aimeraient la chasser de leur immeuble.
- Dans l'épisode "Le songe d'un ennui d'été"  de la série Les Simpson, Eleanor Abernathy dite "La folle aux chats" est déjà connue pour avoir un Syndrome de Noé vu son grand nombre de chats. On découvre dans l'épisode qu'elle souffre aussi d'un syndrome de Diogène, car sa maison déborde d'objets divers.